# Висланка
Висланка (Висленка, рос. дореф. Выслянка, пол. Wiślanka, Rudnia Żadkowska) — колишнє село у Потіївській волості Радомисльського повіту Київської губернії та Гуто-Потіївській сільській раді Потіївського району Малинської, Коростенської і Волинської округ.

## Населення
У другій половині 19 століття поселення налічувало 50 жителів. Наприкінці 19 століття в селі проживало 13 осіб, з них 8 чоловіків та 5 жінок, дворів — 3.

## Історія
За Похилевичем, слободу засновано у 1871 році 16-ма господарями, що походили зі шляхти, міщан, селян та козаків, на 407 десятинах землі, набутої від Квасницької та Крашевської, доньок попереднього власника села Свидя Білицького.
У другій половині 19 століття — Рудня-Жадківська, слобода села Свидя Потіївської волості (3 стану) Радомисльського повіту Київської губернії, за 30 верст від Радомисля. Православна парафія — Видибор.
Наприкінці 19 століття — слобода Висланка Потіївської волості Радомисльського повіту Київської губернії. Відстань до повітового центру, м. Радомисль, де розміщувалася також найближча поштово-телеграфна станція — 35 верст, до найближчої залізничної станції Житомир — 46 верст, до поштової земської станції в Облітках — 18 верст. Основним заняттям мешканців було господарство. У селі числилося 350 десятин землі, яка належала поміщикові Квасницькому. Господарював сам поміщик, застосовував трипільну сівозміну. В селі був водяний млин.
У 1923 році включене до складу новоствореної Гуто-Потіївської сільської ради, яка 7 березня 1923 року увійшла до складу новоутвореного Потіївського району Малинської округи.
Зняте з обліку населених пунктів до 1 жовтня 1941 року.